# Ferdinand Barlog

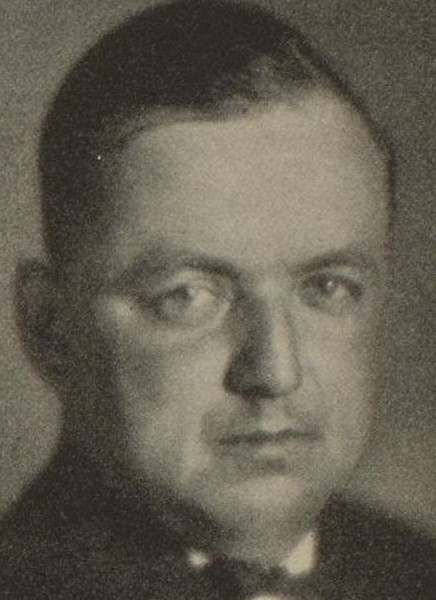
Ferdinand Barlog, um 1927

Ferdinand Barlog (* 14. Oktober 1895 in Berlin als Wladislaus Stephan Barlog; † 6. Juli 1955 in Columbia, South Carolina, USA) war ein deutscher Karikaturist, Comiczeichner und -autor.

## Leben
Barlog, laut Andreas C. Knigge „neben e.o.plauen der populärste deutsche Comiczeichner der Zeit vor dem II. Weltkrieg“, wuchs als jüngstes von drei Kindern eines Schuhmachermeisters im sogenannten Berliner Zeitungsviertel auf und besuchte nach zehn Schuljahren, die er zum Teil auf dem Askanischen Gymnasium verbrachte, in Berlin von 1912 bis 1915 die Kunstgewerbeschule. Schon im Alter von 16 Jahren machte er, zu dessen Hobbys der Sport zählte, sich als Box- und Fußballkarikaturist einen Namen. Darüber hinaus verdingte er sich als Theaterstatist und Postgehilfe.
Als freiwilliger Teilnehmer des Ersten Weltkriegs geriet er 1916 in russische Kriegsgefangenschaft und wurde bis 1918 in einem Bergwerk eingesetzt. Nach Kriegsende und Entlassung aus der Kriegsgefangenschaft wurde Barlog, nachdem er für die Sonntagsbeilage der Berliner Zeitung und Paul Simmel gezeichnet hatte, freier Mitarbeiter des Verlagshauses Ullstein. Später wurde er Mitarbeiter der Zeitschriften Uhu und Der heitere Fridolin. Bei letzterer übernahm er von Simmel die Serien Laatsch und Bommel sowie Professor Pechmann, in der die Titelfigur mit ihren diversen skurrilen Erfindungen mehr Schaden als Nutzen anrichtete. So endete der Schlussvers meist mit „Nu blech mann. Hier ist die Rechnung, lieber Pechmann“. Sein – gemessen an den Verkaufszahlen – populärster Strip war Die 5 Schreckensteiner für die Berliner Illustrirte Zeitung. Eine 1940 erschienene Buchausgabe dieser Geschichten, bei der fünf Angehörige einer Ahnengalerie zur Geisterstunde aus ihrem Bilderrahmen steigen und Unfug treiben, erreichte eine Gesamtauflage von 3,5 Millionen Exemplaren. Im Gegensatz zu den eher unpolitischen Schreckensteinern sind laut Andreas C. Knigge die Karikaturenbände Soldatenleben, Lustige Soldatenfibel und Wir in der Heimat als „kriegsverherrlichend“ einzustufen.
In der Zeit des Nationalsozialismus war Barlog obligatorisch Mitglied der Reichskammer der bildenden Künste. Für diese Zeit ist jedoch lediglich seine Teilnahme an der Ausstellung Zeichnung, Satire und Karikatur 1940 in Dortmund bekannt. Das Berliner Adressbuch verzeichnete Barlog 1943 als Kunstmaler in der Bayerischen Straße 30.
Nach Ende des NS-Staats gelang es Barlog nicht, an seine frühere Popularität anzuknüpfen. So wurde beispielsweise 1950 der „Ohne-Worte-Strip“ Pascha Bumsti für die Illustrierte Quick schon nach insgesamt 13 Folgen wieder eingestellt. 1953 wanderte er in die Vereinigten Staaten aus, wo seine Tochter mit ihrer Familie lebte. 

## Werke
- Soldatenleben, 1937
- Lustige Soldatenfibel, Deutscher Verlag Berlin, 1938
- Wir in der Heimat, Zeitgeschichte Verlag Berlin, 1940
- Die 5 Schreckensteiner, Deutscher Verlag Berlin, 1940
- Neue Flausen von Münchhausen, 1941
- Struwelpeter. Nach der Urfassung neu gezeichnet von Barlog, Pädagogische Verlagsgemeinschaft Ostpreußen. Königsberg 1941